# Carl Schulz
Carl Schulz, född 12 november 1851 i Trondheim, död 15 augusti 1944, var en norsk lektor i tekniska ämnen och författare. Han var bror till Thomas Norberg Schulz.
Schulz var från 1893 lektor ("overlærer") vid tekniska mellanskolan i Trondheim och från 1899 statens inspektör vid elektriska anläggningar i nordanfjällska Norge. Han utgav bland annat Reise-håndbog över Trondhjem og de to trondhjemske amter (andra upplagan 1893), Grundtræk av elektrotekniken (1909) och läroböcker.